# Ábránfalva
Ábránfalva (románul Obrănești) falu Romániában, Hargita megyében. Közigazgatásilag Kányádhoz tartozik.

## Fekvése, földrajzi környezete
Székelyudvarhelytől 13 km-re délre a Nyáros-patak kis völgyében 
fekszik. Kányádhoz tartozik, melytől 7 km-re északkeletre van.
Keletre a Szakadás tető (795 m – 2 km), délkeletre a Dálya (803 m – 1,9 km ), délnyugatra a Kőhát (796 m – 1,6 km), északnyugatra a Fejtő tető (640 m – 3 km) határolják, illetve a környező települések: északkeletre Telekfalva (4,7 km), északkelet–keletre Sándortelke (5,9 km), délre Ége (2,9 km), nyugatra Homoródszentlászló (5,6 km), északnyugatra Miklósfalva (3,6 km).

## Névetimológia
Nevének eredetét a magyar régi Ábrám személynévnek és a birtokosraggal ellátott falu főnévnek az összetétele. Névváltozatai: Abranffalwa, Abronfalwa, Abranifalva, Abramfalwa, Abranfalwa, Abramfalua, Abrahámfalva, Abrahamfalva, Avram, Ábrahámfalva, Avramfalău, Obrănești. Kiss 1997, I., 52. old.

## Története
1496-ban említik a települést mai nevén. Első fatemploma 1818-ban épült, de csak 1853-ban kezdték használni.
1882-ben a megrongálódott templomot lebontották.
1910-ben 133, 1992-ben 16 magyar lakosa volt.
1920 előtt Udvarhely vármegye udvarhelyi járásához tartozott.

## Látnivalók
- Mai református temploma 1885 és 1892 között épült.
- A Balázsy-kúriát 1988-ban lebontották.